# Azacá Medé
Azacá Medé (em francês: Azaka Medeh) é o loá da colheita na mitologia do vodu haitiano.
Ele evoluiu após a Revolução Haitiana quando os escravos conseguiram propriedade.
Retratado como um caipira do país que gosta de comer, ele é amável e gentil e não tem qualquer forma sinistra (Petro) alternativa. Azacá é identificado com São Isidoro. É comemorado e afiliado com o Dia do Trabalho no Haiti (1 de Maio).